# Organische Halbleiter
Organische Halbleiter sind Halbleiter, die auf organischen Materialien basieren und in besonderen elektronischen Bauelementen verwendet werden. Die Anwendung wird Organische Elektronik genannt und enthält neben allgemeinen Elektronikschaltungen (auch Plastikelektronik genannt) auch Spezialanwendungen wie die organische Leuchtdiode (OLED) und die organische Solarzelle.

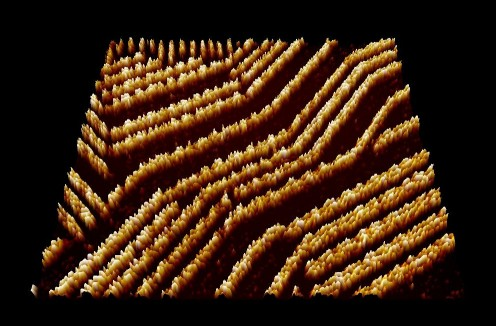
Rastertunnelmikroskop-Aufnahme von selbstassemblierten Molekülketten des organischen Halbleiters Chinacridon

## Elektronische Eigenschaften
Nach dem Hybridisierungsmodell kann die elektrische Leitfähigkeit organischer Kohlenstoffverbindungen und des Graphits auf die sp2-Hybridisierung des Kohlenstoffs zurückgeführt werden: Demnach bilden sich bei gebundenen Atomen durch die Hybridisierung eines 2s-Atomorbitals und zweier 2p-Atomorbitale (2px und 2py) drei äquivalente sp2-Hybridorbitale, die in einer Ebene liegen und einen Winkel von 120° bilden. Die Bindungen zwischen den Atomen erfolgen über σ-Bindungen, die durch die Überlappung zweier Hybridorbitale zwischen benachbarten Atomen zustande kommt. Das dritte p-Orbital (2pz), das selbst kein Hybridorbital bildet, steht senkrecht zur Ebene der Hybridorbitale. Zwischen diesen 2pz Atomorbitalen benachbarter Kohlenstoffatome kommt es zu einer π-Bindung, die aus einer seitlichen Überlappung der – im Modell als hantelförmig beschriebenen – p-Orbitale entsteht. Somit können zwischen zwei Nachbaratomen sowohl eine σ- als auch eine π-Bindung auftreten – ein Fall, der als „Doppelbindung“ bezeichnet wird.

### Intramolekulare Leitfähigkeit
Wechseln sich diese Doppelbindungen mit Einfachbindungen in regelmäßiger Folge ab, sind mehrere Möglichkeiten der Repräsentation dieser Abfolge in der Verbindungsstruktur offen: Mit welchem der drei Hybridorbitale des Kohlenstoffs sich eine π-Bindung überlagert und damit eine Doppelbindungs-Position definiert, ist nicht festgelegt und kann daher nur durch drei verschiedene Strukturformeln (mesomere Grenzstrukturen, Resonanzstrukturen) beschrieben werden. Da jedoch der Energiegehalt jeder dieser Grenzstrukturen größer ist als der tatsächliche Energiegehalt einer Verbindung und experimentell keine Unterschiede zwischen den Bindungen festzustellen sind (vgl.), muss angenommen werden, dass keine dieser Grenzstrukturen allein verwirklicht ist, sondern von einer Überlagerung aller Grenzstrukturen ausgegangen werden muss. Eine derartige Überlagerung von Einfach- und Doppelbindungen wird als „konjugierte Struktur“ bezeichnet; innerhalb dieser sind π-Bindungen nicht mehr lokalisierbar, so dass ein sogenanntes „delokalisiertes π-Elektronensystem“ vorliegt. Auf solchen konjugierten Strukturen mit delokalisierten π-Elektronen basiert die molekulare Leitfähigkeit organischer Verbindungen.
Auch die Farbigkeit von Pigmenten basiert auf intramolekularer Leitfähigkeit. Delokalisierte π-Elektronen lassen sich leicht zu einem Übergang vom höchsten besetzten Molekülorbital (HOMO) in das niedrigste unbesetzte Molekülorbital (LUMO) anregen, da die Energiedifferenz zwischen den bindenden und antibindenden π-Molekülorbitalen, die in einem sp2 -hybridisierten Kohlenstoffsystem auch zugleich das HOMO bzw. LUMO repräsentieren, in einem Größenbereich liegt, welcher der Energie von Licht mit einer Wellenlänge nahe oder innerhalb des sichtbaren Lichtspektralbereiches entspricht. Dabei ist die Energiedifferenz umso geringer, je größer die Delokalisierung ist. Dies führt neben den halbleitenden Eigenschaften dazu, dass die π-konjugierte Struktur als Teil eines chromophoren Systems wirken kann, das durch Lichtabsorption und Fluoreszenz im sichtbaren Spektralbereich Moleküle farbig erscheinen und somit als organische Farbpigmente wirken lässt.

### Intermolekularer Ladungstransport
Die intermolekulare Leitfähigkeit organischer Halbleiter ist von verschiedenen Faktoren abhängig. Zu ihnen gehören sowohl strukturelle Parameter (gegenseitige Anordnung der Moleküle, Art der intermolekularen Wechselwirkungen, Ordnungsgrad, Dichte der Strukturdefekte) wie auch Einflüsse aus der Umgebung (z. B. Temperatur).
In hoch geordneten supramolekularen Verbänden (reine Einkristalle) kommt es zu einer elektronischen Kopplung der π-Systeme über Wasserstoffbrücken oder Van-der-Waals-Wechselwirkungen. Im ungestörten kristallinen Verband interagieren sämtliche, durch die einzelnen π-Molekülorbitale repräsentierten (HOMO- und LUMO-)Niveaus und spalten sich auf in entsprechende Valenz- und Leitungsbänder. Auf dieser Grundlage kann der Ladungsträgertransport für viele kristalline organische Halbleiter durch einen Band-ähnlichen Transport beschrieben werden. Voraussetzung für die Dominanz dieses Mechanismus ist allerdings, dass eine ausreichend niedrige Temperatur (im Größenordnungsbereich von ca. 30 K) gegeben ist; steigt die Temperatur, wird dagegen ein anderer Transportmechanismus – das thermisch aktivierte Polaron-Hopping („Hüpfen“) – immer effektiver und dominiert schließlich. Der Ladungstransport in ungeordneten Halbleitern kann ebenfalls durch so genanntes hopping (englisch, thermische Anregung der Elektronen über die Potentialbarriere) beschrieben werden.
Für leitfähige Polymere spielt hopping insofern eine Rolle, als damit eine Möglichkeit des Ladungstransfers zwischen verschiedenen Polymerketten hinweg gegeben ist. In den Polymerketten selbst können sich π-Bindungen über die gesamte Länge der Kette hinweg delokalisieren, so dass ein quasi-eindimensionales elektronisches System vorliegt. Die Bandlücke zwischen den gefüllten Valenz- und den leeren Leitungsbändern lässt sich durch Dotierung eliminieren, so dass eine den Metallen vergleichbare Leitfähigkeit entsteht. In solchen Proben ergibt sich damit insgesamt eine hochgradig anisotrope Leitfähigkeit, die im Band-Transport mit metallischer Leitfähigkeit entlang der Polymerketten einerseits und einem Hopping-Transport mit wesentlich geringerer Leitfähigkeit zwischen den Ketten andererseits begründet ist.

## Klassifizierung
Organische Halbleiter können über das Kriterium der molaren Masse in zwei Klassen unterteilt werden: konjugierte Moleküle und konjugierte Polymere.
Beispiele konjugierter Moleküle:
- linear kondensierte Ringsysteme (z. B. Oligoacene wie Anthracen, Pentacen und dessen Derivate (z. B. Chinacridon), oder auch z. B. Benzenthiolate)
- zweidimensional kondensierte Ringsysteme (z. B. Perylen, PTCDA und dessen Derivate, Naphthalin-Derivate, Hexabenzocoronen)
- Metallkomplexe (z. B. Phthalocyanine, oder Alq3, Beq2)
- dendritische Moleküle, Starburst-Moleküle[12] [z. B. 4,4',4"-tris(N,N-diphenyl-amino) triphenylamine (TDATA)]
- heterozyklische Oligomere (z. B. Oligothiophene, Oligophenylenevinylene)

Beispiele konjugierter Polymere:
- heterozyklische Polymere (z. B. Polythiophene, Polyparaphenylen, Polypyrrol, Polyanilin)
- Kohlenwasserstoffketten (z. B. Polyacetylen, Polysulfurnitride)

Eine solche Einteilung erweist sich unter dem Aspekt der Eignung der Substanzklassen für verschiedene Forschungs- und Anwendungsgebiete der Elektronik als günstig für einen Überblick, denn während sich Mono- und Oligomere mit einer niedrigen molaren Masse neben dem Einsatz in der Plastikelektronik aufgrund ihrer geringen Größe auch als Funktionselemente für eine molekulare Nanoelektronik (Molekularelektronik) eignen, sind konjugierte Polymere im Wesentlichen auf die Plastikelektronik beschränkt.

## Verwendungsmöglichkeiten
Die Verwendungsmöglichkeiten der erwähnten Substanzgruppen lassen sich im Wesentlichen den folgenden Bereichen zuordnen:
- Molekularelektronik
- Organische Elektronik (Plastikelektronik)
- Organische Pigmente: Insbesondere Pentacen- und Perylen-Derivate sowie Phthalocyanine wirken durch ihre chromophoren Systeme als intensive Farbmittel. Aufgrund der weit verbreiteten industriellen Anwendungen[13] vor allem als Druckfarben, Autolacke oder zum Einfärben von Kunststoffen, werden sie von der Farbindustrie kommerziell in großen Mengen hergestellt und sind auch im Einzelhandel als Künstlerfarben erhältlich.